# Thomas Krödel
Thomas Krödel (* 12. März 1977) ist ein deutscher Philosoph.

## Lebenslauf
Von 1997 bis 2000 studierte er Philosophie und Physik an der Universität München. Er erwarb 2002 B.Phil. in Philosophie an der University of Oxford und 2007 den DPhil (A priori knowledge of modal truths) bei Timothy Williamson in Philosophie in Oxford. Von 2008 bis 2010 war er Akademischer Rat in Philosophie an der Universität Konstanz. Von 2010 bis 2017 war er wissenschaftlicher Mitarbeiter an der Humboldt-Universität zu Berlin. Seit 2017 ist er Professor (W3) für Wissenschaftstheorie in Hamburg.
Seine Schwerpunkte sind Wissenschaftstheorie, Erkenntnistheorie, Metaphysik und Philosophie des Geistes.

## Schriften (Auswahl)
- Mental causation. A counterfactual theory. Cambridge 2020, ISBN 978-1-108-48714-6.